# Cyclophora toraria
Cyclophora toraria är en fjärilsart som beskrevs av William Schaus. Cyclophora toraria ingår i släktet Cyclophora och familjen mätare. Inga underarter finns listade i Catalogue of Life.